# Rizzoli & Isles
Rizzoli & Isles ist eine US-amerikanische Fernsehserie, die von Warner Horizon Television produziert wurde und auf den Büchern der Maura-Isles-&-Jane-Rizzoli-Reihe von Tess Gerritsen basiert. In der Serie klären die Mitarbeiter der Bostoner Mordkommission, Detective Jane Rizzoli, und die eng mit ihr befreundete Gerichtsmedizinerin Maura Isles gemeinsam Verbrechen auf.
Die Ausstrahlung der siebten und letzten Staffel begann in den USA am 6. Juni 2016, das Serienfinale wurde am 5. September 2016 ausgestrahlt. In Deutschland lief das Serienfinale am 17. Mai 2017. In Österreich wurden bislang fünf und in der Schweiz drei Staffeln ausgestrahlt.

## Handlung

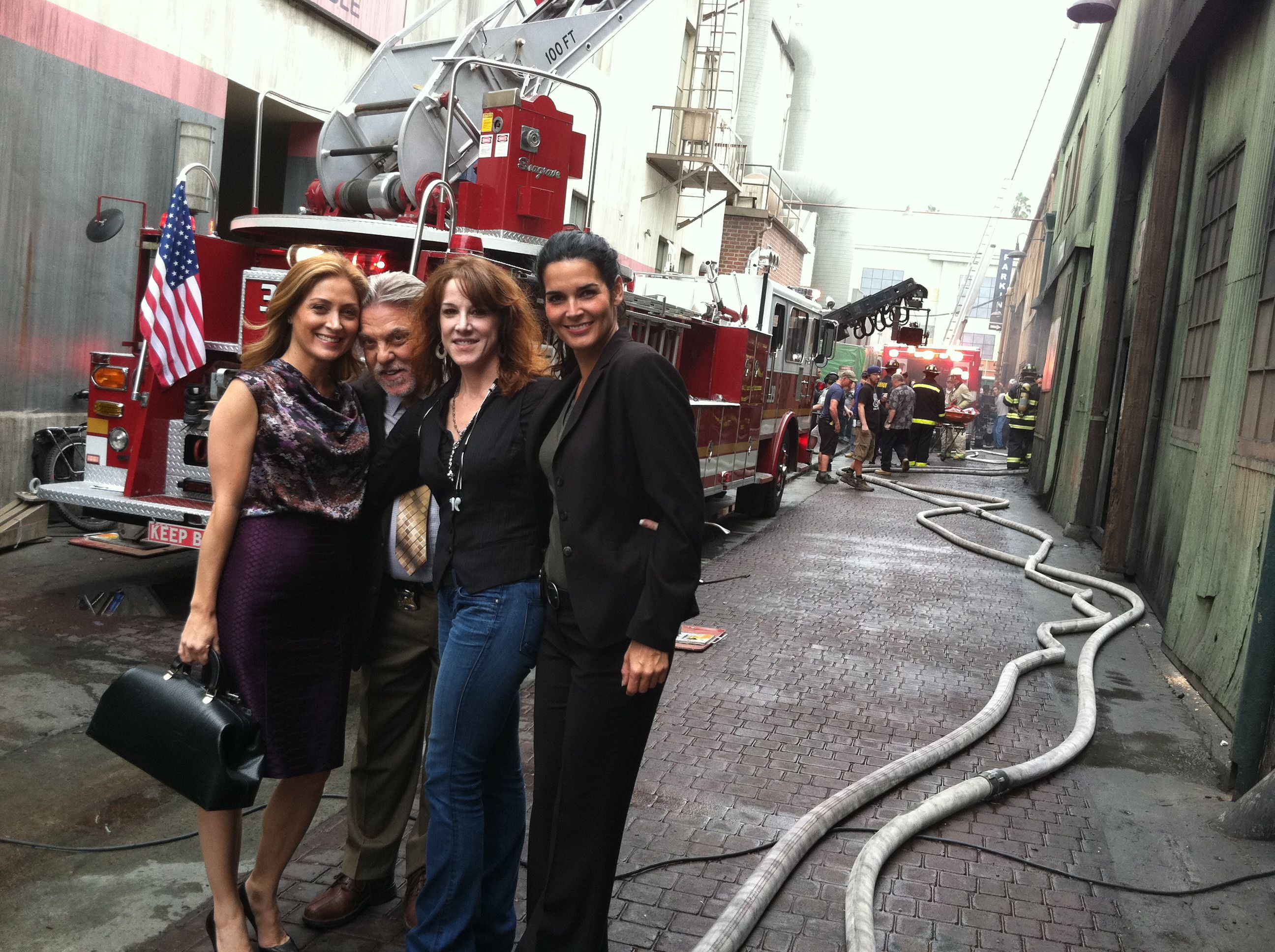
Die Hauptdarsteller mit Janet Tamaro am Set von Rizzoli & Isles

Im Zentrum der Serie stehen die beiden besten Freundinnen Jane Rizzoli und Maura Isles. Rizzoli ist Detective bei der Bostoner Mordkommission. In dieser männerdominierten Welt kommt sie mit ihrem burschikosen Auftreten gut zurecht. Ihr engster Kollege und ehemaliger Partner ist der erfahrene Detective Vince Korsak. Zusammen mit Rizzolis Partner, dem jungen Barry Frost, bilden die drei ein erfolgreiches Ermittlerteam, bis Frost bei einem Verkehrsunfall ums Leben kommt.
Eine wichtige Rolle spielt die Rizzoli-Familie. Janes Mutter Angela und ihr Vater Frank Sr. trennen sich im Verlauf der ersten Staffel, und im Folgenden nehmen erst Jane und später Maura Angela bei sich auf. Jane hat zwei Brüder: Frankie ist wie Jane Polizist, jedoch zunächst im Streifendienst. Er hält sich oft in Janes Umgebung auf, weil er daran interessiert ist, wie sie Detective zu werden. Korsak und Frost unterstützen ihn dabei, so dass er im Verlauf der zweiten Staffel die Detective-Prüfung angehen kann, letztlich jedoch nicht befördert wird und in der dritten Staffel Streifenpolizist bleibt. Erst nach dem Serientod von Frost (dem Tod des Darstellers geschuldet) wird er vollwertiges Mitglied im Team. 
Janes und Frankies jüngster Bruder Tommy ist das „schwarze Schaf“ der Familie, der bereits mehrmals wegen kleinerer Delikte verurteilt wurde und zum Zeitpunkt der ersten Staffel im Gefängnis ist. Er kommt in der zweiten Staffel frei und versucht, ehrlich zu werden. In der dritten Staffel erfährt er, dass die Exverlobte seines Vaters ein Kind von ihm erwartet, das er nach dessen Geburt großzieht.
Im Gegensatz zur aus den einfachen Verhältnissen einer Arbeiterfamilie stammenden Jane Rizzoli ist Maura Isles ein Kind der Oberschicht von Boston. Als leitende Gerichtsmedizinerin des Bundesstaats Massachusetts arbeitet sie in allen Fällen eng mit Rizzolis Team zusammen. Isles ist wohlhabend, kultiviert, gebildet und modeinteressiert. Die sich daraus ergebenden sozialen und intellektuellen Gegensätze zwischen den Freundinnen Rizzoli und Isles werden in der Serie humorvoll inszeniert. 
Isles hat einige Angewohnheiten, die ihr den Umgang mit anderen Menschen (und auch Rizzoli) erschweren, wie zum Beispiel ihre Ablehnung selbst trivialer Lügen, ihre Verweigerung unüberlegter Festlegungen, ihre biologistische Sichtweise von Emotionen und zwischenmenschlichen Beziehungen und ihr Unverständnis gegenüber einigen sozialen Gepflogenheiten. Isles ist bekannt, dass sie adoptiert wurde, und obwohl sie ihre Adoptiveltern als ihre wahren Eltern liebt und diese ebenso empfinden, ist das Verhältnis von Isles zu ihrer Mutter emotional schwierig. Die beiden können diese Kluft jedoch – auch durch Intervention Rizzolis – überwinden.
Im Verlauf der Serie stellt sich im Zuge einer Mordermittlung heraus, dass Isles’ biologischer Vater Patrick „Paddy“ Doyle ist, der mächtigste Unterweltboss Bostons. Diese Erkenntnis und der wiederholte Kontakt mit Doyle stürzen Isles in moralische Konflikte, da sie seine Taten uneingeschränkt verurteilt und fürchtet, durch ihre biologische Verwandtschaft ihm ähnlich zu sein. Andererseits entwickelt sie für ihn töchterliche Gefühle und profitiert auch von seinen Gewalttaten, als er einen ihr Leben bedrohenden Verbrecher tötet, um sie zu schützen. 
Im Finale der zweiten Staffel tötet er erneut einen Mörder, der seine Tochter gefährdet, und wird im Anschluss von Rizzoli angeschossen. In diesem Zusammenhang erfährt Maura Isles die Identität ihrer biologischen Mutter: Dr. Hope Martin ist eine international angesehene Pathologin und Isles in vielen Dingen ähnlich. Die beiden Frauen verstehen sich zunächst gut. Martin wurde jedoch von Doyle im Glauben gelassen, dass Maura bei der Geburt gestorben sei, und reagiert auf die Enthüllung der Wahrheit abweisend. Später kehrt sie zurück, da ihre kranke Tochter eine Spenderniere benötigt, die Isles nach einigem Zögern bereit ist zu spenden.
Die Hintergrundgeschichte der Serie beruht auf dem Roman Die Chirurgin. Einige Zeit vor dem Beginn der Serie ermittelte Jane Rizzoli im Fall des Serienmörders Charles Hoyt. Hoyt, der aus einer medizinischen Fakultät ausgeschlossen wurde, nutzte seine umfangreichen medizinischen Kenntnisse, um Frauen systematisch zu foltern und zu töten. Letztlich brachte er Rizzoli in seine Gewalt und spießte ihre Hände mit Skalpellen auf den Boden. Als er Rizzolis Kehle aufschlitzen wollte, schoss ihr Partner Korsak Hoyt zu Boden und rettete Rizzoli das Leben. Diese Geschehnisse werden in der Fernsehserie nur in Rückblenden erzählt. Seit diesen Ereignissen ist Rizzoli traumatisiert, während Hoyt eine Fixierung sie zu ermorden entwickelt hat.
Die Pilotfolge „Wundmale“ (1×01 See One, Do One, Teach One) basiert größtenteils auf dem Roman Der Meister. Rizzoli und Isles ermitteln im Fall eines Mörders, der Hoyts Vorgehensweise kopiert hat und ebenfalls nekrophil ist. Rizzoli und Isles entdecken, dass der Nachahmer ein Soldat ist, der in der medizinischen Fakultät auf Hoyt traf und nun Hoyts Vorgehensweise nachahmt. Unterdessen entkommt Hoyt aus dem Gefängnis und trifft seinen „Lehrling“. Sie fangen Rizzoli und versuchen, sie zu töten. Sie schafft es, die beiden zu entwaffnen und verbrennt Hoyts Auge mit einer Fackel. Mithilfe einer Elektroschockpistole kann sie sich verteidigen und erschießt daraufhin den „Lehrling“. Als Hoyt zu einer Waffe greift, schießt sie ihm durch die Hände und bringt ihm so Verletzungen bei, die denen ähnlich sehen, die er ihr einst zugefügt hat. 
Hoyt wird wieder in Haft genommen, doch Rizzoli und Isles werden in der Episode „Eiskalt“ (1×08 I’m Your Boogie Man) erneut mit ihm konfrontiert, als ein weiterer „Lehrling“ Hoyts – die Frau eines Opfers, die Hoyt verfallen ist – Rizzoli und ihren Bruder Frankie entführt, um Hoyt aus dem Gefängnis freizupressen und sich an Rizzoli zu rächen. Sie kann jedoch von den beiden Geschwistern überwältigt und getötet werden. Schließlich arrangiert der an Krebs erkrankte Hoyt, der inzwischen in einem Gefängniswärter einen weiteren Helfer gefunden hat, in der Episode Nemesis (2×10 Remember Me) einen Mord im Gefängnis und ködert Rizzoli mit Offenbarungen über ein von ihm vor einigen Jahren begangenen Verbrechen. Sein eigentliches Ziel ist es, Rizzoli und Isles zu töten, damit er nicht allein stirbt, doch dabei kann Rizzoli ihn überwältigen und töten.

## Produktion
Die Serie wurde vom Sender TNT bereits im März 2008 geplant. Anfang Oktober 2009 bestellte TNT eine Pilotfolge unter dem früheren Titel Rizzoli. Das Skript zum Pilot schrieb Janet Tamaro. Das Casting für die Serie begann Ende Oktober 2009, im Januar 2010 gab TNT grünes Licht für eine zehnteilige erste Staffel unter dem neuen Titel Rizzoli & Isles. Die erste Staffel der Serie wurde in fünf Monaten rund um Los Angeles gedreht.
Bereits nach drei ausgestrahlten Folgen wurde eine Verlängerung mit dreizehn Folgen (2. Staffel) beschlossen. Am 5. August 2011 gab TNT die Produktion einer dritten Staffel mit fünfzehn Episoden bekannt, ein Jahr später die einer vierten Staffel, die aus 16 Episoden besteht. Mitte August 2013 gab der US-amerikanische Kabelsender TNT die Produktion einer fünften Staffel bestehend aus 15 Episoden bekannt.
Im August 2013 starb der Darsteller des Barry Frost, Lee Thompson Young durch Suizid. Zum Zeitpunkt seines Todes wurde die vorletzte Episode der vierten Staffel gedreht. Eine sechste Staffel wurde im Dezember 2014 bestellt. Diese umfasst 18 Episoden. Im Juli 2015 bestellte der Sender die dreizehnteilige siebte und letzte Staffel.

## Besetzung und Synchronisation
Die deutsche Synchronisation entstand nach Dialogbüchern und unter der Dialogregie von Nadine Geist durch die Synchronfirma Interopa Film GmbH in Berlin. Geist wurde durch Bernd Rumpf, Stefan Fredrich, Kim Hasper und Cornelia Meinhardt vertreten.

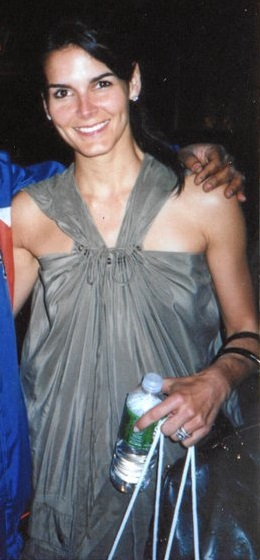
Angie Harmon spielt Jane Rizzoli
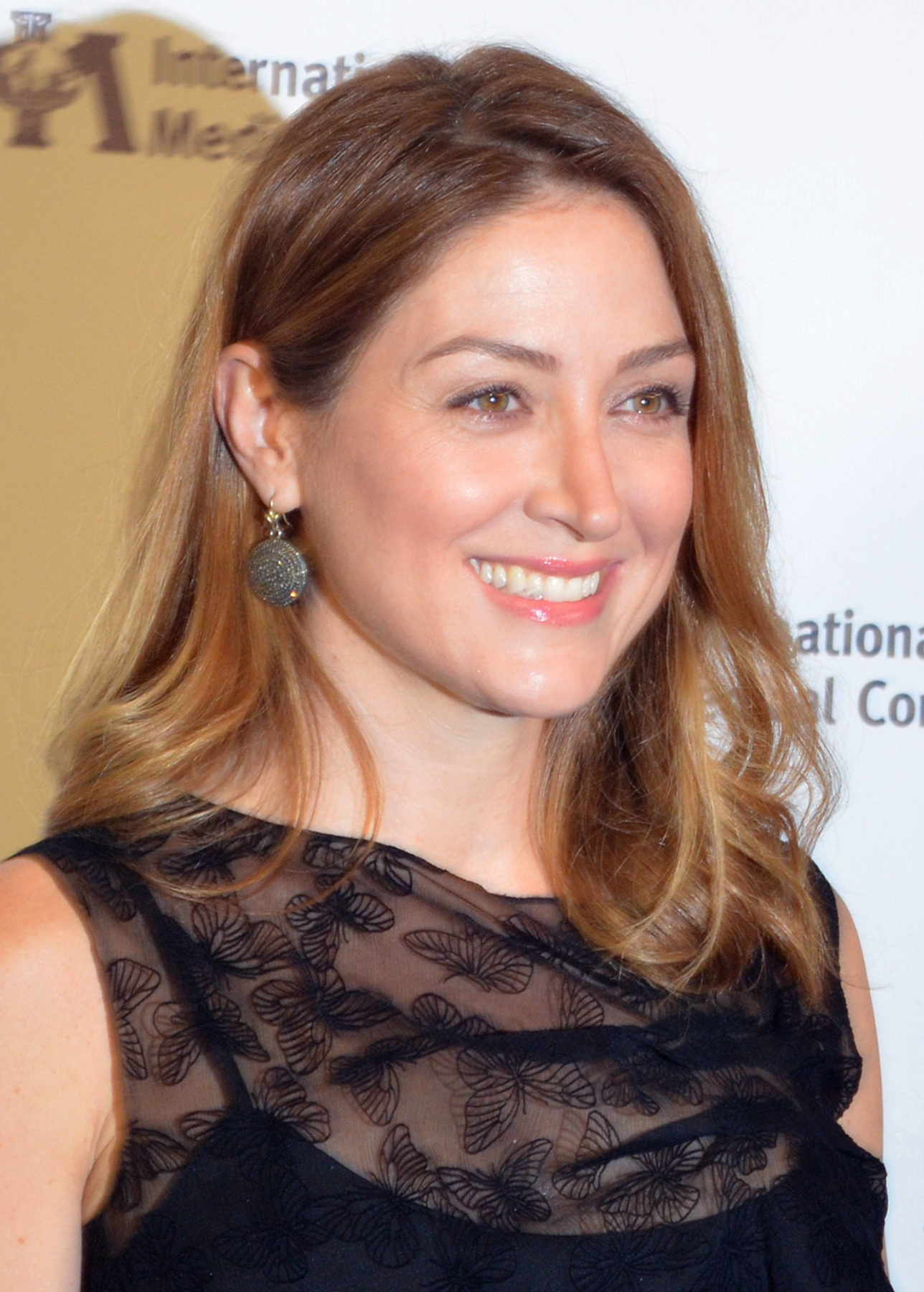
Sasha Alexander spielt Dr. Maura Isles
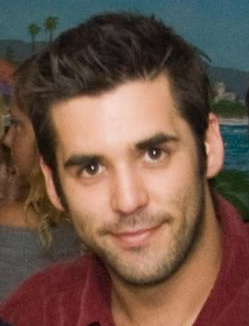
Jordan Bridges spielt Frankie Rizzoli
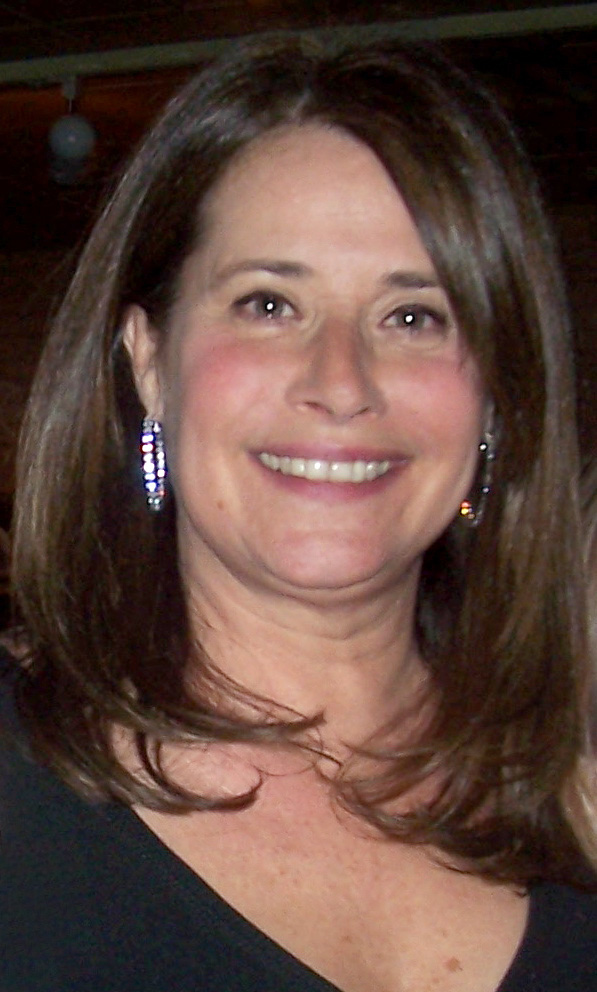
Lorraine Bracco spielt Angela Rizzoli

| Rollenname                        | Schauspieler/in    | Hauptrolle (Staffel) | Nebenrolle (Staffel) | Synchronsprecher/in |
| --------------------------------- | ------------------ | -------------------- | -------------------- | ------------------- |
| Jane Clementine Rizzoli           | Angie Harmon       | 1–7                  |                      | Tanja Geke          |
| Dr. Maura Dorthea Isles           | Sasha Alexander    | 1–7                  |                      | Katrin Fröhlich     |
| Barold „Barry“ Frost              | Lee Thompson Young | 1–4                  |                      | Marcel Collé        |
| Vincent Walter „Vince“ Korsak     | Bruce McGill       | 1–7                  |                      | Jürgen Kluckert     |
| Francesco „Frankie“ Rizzoli, Jr.  | Jordan Bridges     | 1–7                  |                      | Felix Spieß         |
| Angela Rizzoli                    | Lorraine Bracco    | 1–7                  |                      | Cornelia Meinhardt  |
| Lt. Sean Cavanaugh                | Brian Goodman      | 3–4                  | 1–2, 5               | Lutz Schnell        |
| Nina Holiday                      | Idara Victor       | 6–7                  | 5                    | Friederike Walke    |
| Kent Drake                        | Adam Sinclair      | 7                    | 6                    | Arne Stephan        |
| Gabriel Dean                      | Billy Burke        |                      | 1–2                  | Thomas Amper        |
| Frank Rizzoli, Sr.                | Chazz Palminteri   |                      | 1–2, 4               | Hans-Jürgen Wolf    |
| Charles Hoyt                      | Michael Massee     |                      | 1–2                  | Thomas Petruo       |
| Thomas „Tommy“ Edward Rizzoli     | Colin Egglesfield  |                      | 2–7                  | Tobias Müller       |
| Constance Isles                   | Jacqueline Bisset  |                      | 2                    | Rita Engelmann      |
| Lt. Colonel Charles „Casey“ Jones | Chris Vance        |                      | 2–5                  | Viktor Neumann      |

## Ausstrahlung und Reichweite

### Vereinigte Staaten
Rizzoli & Isles war mit 7,5 Millionen Zuschauern die am zweitmeisten gesehene Kabelserie des amerikanischen Fernsehsenders TNT am Abend des 12. Juli 2010, hinter ihrem Lead-in, The Closer, das 110.000 Zuschauer mehr hatte. Die späteren Wiederholungen brachten die Gesamtreichweite der Pilotfolge auf insgesamt über neun Millionen Zuschauer, damit gelang ihr der bis dato erfolgreichste Start einer Kabelserie.
Auch im weiteren Verlauf der ersten Staffel konnte die Serie ihre guten Einschaltquoten beibehalten. So hatte Rizzoli & Isles durchschnittlich 6.886.000 Zuschauer, in der werberelevanten Zielgruppe der 18- bis 49-Jährigen 1,5 Millionen. Der Kabelsender TNT strahlte die erste zehnteilige Staffel vom 12. Juli 2010 bis zum 13. September wöchentlich montags nach The Closer aus.
Die Ausstrahlung der zweiten Staffel erfolgte vom 11. Juli bis zum 26. Dezember 2011 wieder nach The Closer. Bei TNT erfolgte vom 5. Juni 2012 bis zum 25. Dezember 2012 die Ausstrahlung der dritten Staffel.
Die vierte Staffel wurde vom Sender zwischen dem 25. Juni 2013 und dem 18. März 2014 gezeigt. Die Ausstrahlung der fünften Staffel fand bei TNT zwischen dem 17. Juni 2014 und dem 17. März 2015 statt. Die sechste Staffel wurde ab dem 16. Juni 2015 gezeigt. Die Ausstrahlung der siebten und letzten Staffel begann in den USA am 6. Juni 2016, das Serienfinale wurde am 5. September 2016 gezeigt.

### Deutschland
| Staffel | Episoden | Sendezeitraum            | Einschaltquoten              | Einschaltquoten            | Einschaltquoten               | Einschaltquoten             | Quelle |
| Staffel | Episoden | Sendezeitraum            | Reichweite (ab 3 J. in Mio.) | Marktanteil (ab 3 J. in %) | Reichweite (14–49 J. in Mio.) | Marktanteil (14–49 J. in %) | Quelle |
| ------- | -------- | ------------------------ | ---------------------------- | -------------------------- | ----------------------------- | --------------------------- | ------ |
| 1       | 10       | 14. Mär. – 16. Mai 2012  | 2,11 Mio.                    | 6,8 %                      |                               | 8,8 %                       | [ 26 ] |
| 2       | 3        | 23. Mai – 6. Jun. 2012   | 2,36 Mio.                    | 7,7 %                      | 1,13 Mio.                     | 9,6 %                       | [ 27 ] |
| 2       | 12       | 12. Sep. – 5. Dez. 2012  | 2,36 Mio.                    | 7,7 %                      | 1,13 Mio.                     | 9,6 %                       | [ 27 ] |
| 3       | 15       | 16. Jan. – 8. Mai 2013   | 2,55 Mio.                    | 7,8 %                      | 1,29 Mio.                     | 10,5 %                      | [ 28 ] |
| 4       | 16       | 22. Jan. – 7. Mai 2014   | 2,21 Mio.                    | 7,0 %                      |                               | 8,7 %                       | [ 29 ] |
| 5       | 18       | 21. Jan. – 13. Mai 2015  | 2,33 Mio.                    | 7,5 %                      | 1,07 Mio.                     | 9,8 %                       | [ 30 ] |
| 6       | 18       | 27. Jan. – 24. Nov. 2016 |                              |                            |                               |                             |        |
| 7       | 13       | 22. Feb. – 17. Mai 2017  |                              |                            |                               |                             |        |

Im deutschen Free-TV lief die Serie vom 14. März 2012 bis 17. Mai 2017 beim Privatsender VOX, der der Mediengruppe RTL Deutschland gehört. Des Weiteren wurde die Serie seit dem 5. November 2012 auf dem deutschen Pay-TV-Sender TNT Serie ausgestrahlt.
VOX strahlte die reguläre erste Staffel sowie die ersten drei Episoden der zweiten Staffel vom 14. März bis zum 6. Juni 2012 aus. Am 12. September 2012 setzte VOX die Ausstrahlung der zweiten Staffel fort.
Seit dem Start wurde die Fernsehserie mittwochs um 20.15 Uhr ausgestrahlt. Die Erstausstrahlung einer Staffel begann seit der dritten Staffel bzw. seit 2013 im Januar und endete im Mai desselben Jahres. Des Weiteren wurden ältere Folgen im Programm von VOX wiederholt. Der Sender VOXup sendet montags drei Folgen.
Die Ausstrahlung der sechsten Staffel erfolgte bei VOX zunächst vom 27. Januar bis zum 6. April 2016. Die restlichen Folgen wurden ab dem 26. Oktober 2016 ausgestrahlt.

### Österreich
In Österreich strahlt der Sender ATV Rizzoli & Isles seit dem 30. August 2012 immer donnerstags aus. Bis zum 20. Juni 2013 wurden die ersten drei Staffeln ohne Unterbrechungen ausgestrahlt. Vom 8. Mai bis zum 18. September 2014 wurde die vierte Staffel und vom 21. Mai bis zum 24. September 2015 wurde die fünfte Staffel ausgestrahlt.

### Schweiz
In der Schweiz strahlte SRF zwei die erste Staffel zwischen dem 30. April und 16. Juli 2012 immer montags um 21:30 Uhr im Zweikanalton (deutsch / englisch) aus und die zweite Staffel vom 14. Oktober 2013 bis zum 27. Januar 2014. Vom 7. Mai bis zum 29. August 2015 wurde die dritte Staffel auf dem Privatsender 3 Plus TV ausgestrahlt, wobei die letzte Folge der Staffel am 22. Oktober 2015 auf dem Privatsender 4 Plus TV ausgestrahlt wurde.
Nebenbei werden seit Juli 2015 alte Folgen auf den Privatsendern 4 Plus TV und 5 Plus TV gezeigt.

### International
Die Serie wird international in knapp 20 Ländern ausgestrahlt. In mehreren Ländern, darunter Großbritannien und Brasilien, wird die Serie seit 2011 ausgestrahlt.

## Veröffentlichungen
Vereinigte Staaten
- Die erste Staffel erschien am 28. Juni 2011 auf DVD
- Die zweite Staffel erschien am 22. Mai 2012 auf DVD
- Die dritte Staffel erschien am 11. Juni 2013 auf DVD
- Die vierte Staffel erschien am 10. Juni 2014 auf DVD
- Die fünfte Staffel erschien am 2. Juni 2015 auf DVD
- Die sechste Staffel erschien am 7. Juni 2016 auf DVD
- Die siebte Staffel erschien am 17. Januar 2017 auf DVD

Deutschland
- Die erste Staffel erschien am 1. Juni 2012 auf DVD
- Die zweite Staffel erschien am 30. November 2012 auf DVD
- Die dritte Staffel erschien am 30. August 2013 auf DVD
- Die vierte Staffel erschien am 21. August 2014 auf DVD
- Die fünfte Staffel erschien am 27. August 2015 auf DVD
- Die sechste Staffel erschien am 8. Dezember 2016 auf DVD
- Die siebte Staffel erschien am 28. September 2017 auf DVD